# 小池凛
小池 凛（こいけ りん、1993年2月11日 - ）は、日本の元ジュニアアイドル。東京都出身。EBA所属。

## 来歴・人物
Tバックなどの過激な衣装で活動している。

## 作品

### DVD
- りん13歳 小池凛（2006年、ぶんか社）
- りん13歳 〜愛妹〜 小池凛（2006年、ぶんか社）[3]
- りん14歳 〜悪戯〜 小池凛（2007年、ぶんか社）[4]
- りん 小池凛（2007年、GAO IMPACT）[5]
- 恋愛少女 小池凛（2007年、キングダム）[6][7]
- 小池凛 14歳 小池凛（2007年、スパークビジョン）
- 謝謝 小池凛（2007年、キングダム）[8]
- りんとTなお友達！（2007年、GARO-IMPACT）共演：斎藤朱莉、芦田実沙寿、堂本優奈、かえで、領家ゆあ、赤坂沙絵、青木衣沙、あんな[9]
- りん 小池凛 （2007年、ソフト・オン・デマンド）
- りん＆あかり（2007年、ソフト・オン・デマンド）共演：斎藤朱莉[10]
- 少女帝 小池凛（2007年、キングダム）[10]

### 写真集
- りん14歳 〜愛妹〜（2007年3月、ぶんか社、撮影：会田我路） ISBN 978-4-8211-2686-6

## 出演

### 雑誌
- Puchi Girl（2006年、メディアックス）
- Chu→Boh（2007年、海王社）

### テレビ
- 新美少女図鑑（エンタ!371）
- 中居正広の金曜日のスマたちへ（2006年、TBS）金スマ波瀾万丈 倖田來未歌姫物語 アイドル役